# Сир Дарја
Сир Дарја (таџ. Сирдарё или дарёи Ому, перс. سيردريا, узб. Sirdaryo, старогрчки Ἰαξάρτης (Јаксартес)) је једна од већих река средње Азије и сродна река Аму Дарје. Настаје спајањем река Нарин (извире у централном Тјен Шану) и Карадарја (извире у Ферганском горју). Протиче кроз Ферганску долину, пресеца Ферганско горје, тече источним рубом пустиње Кизилкум и улива се у Аралско море. Река протиче кроз Казахстан, Узбекистан и Таџикистан.
Због велике количине наноса на ушћу (годишње око 12 милиона тона) корито се стално уздиже, па је околни терен знатно нижи од нивоа реке. Делта Сир Дарје шири се у језеро (просечно годишње 50 метара). Главне притоке: Касансај, Сох, Исфара, Ангрен, Чирчик и Арис. Слив обухвата 462.000 km². Река има највећу количину воде у топлом делу године, па је зато битна за натапање (Велики фергански канал, Велики Адижански канал, Северни фергански канал и др.) Просечан годишњи проток највећи је низводно од ушћа Чирчика (703 m³/sek). Воде Сир Дарје и њених притока користе се и за добијање електричне енергије. У низу хидроенергетских система са акумулационим језерима издваја се Чарвакска хидроцентрала на Чирчику. Пловна је местимично од ушћа до Бекабада. На Сир Дарји леже већи градови: Бекабад, Чардара, Кизилорда, Бајконур, Казалинск.
У совјетско доба, екстензивни пројекти за наводњавање су изграђени око обе реке, преусмеравајући њихову воду у обрадиво земљиште и узрокујући, током пост-совјетске ере, виртуелни нестанак Аралског мора, некада четвртог по величини језера на свету. Тачка на којој река тече из Таџикистана у Узбекистан је, на 300 m (980 ft) надморске висине, најнижа надморска висина у Таџикистану.

## Историја
Када је македонска војска Александра Великог стигла до Јаксарта 329. п. н. е., након што је пропутовала Бактрију и Согдију без икаквог противљења, наишла је на прве примере отпора домородаца њиховом присуству. У октобру 329. п. н. е. Македонци су водили Битку код Јаксарта против Сака, убивши око 1200 бораца, укључујући вођу номада. Александар је био приморан да се повуче на југ да би се изборио са побуном у Согдији. Александар је рањен у борбама које су уследиле, а домородачка племена су кренула у напад на македонске гарнизоне стациониране у њиховим градовима. Како је побуна против Александра интензивирала, проширила се кроз Согдију, гурнувши је у двогодишњи рат, чији је интензитет надмашио сваки други сукоб Анабасис Александрија.
На обалама Сир Дарије Александар је поставио гарнизон у граду Киру (Кирополис на грчком), који је потом преименовао по себи Александрија Есхата — „најудаљенија Александрија“ — 329. п. н. е. Током већег дела своје историје, барем од муслиманског освајања Централне Азије у 7. до 8. веку нове ере, име овог града (у данашњем Таџикистану) је било Хучанд.
Средином 19. века, током руског освајања Туркестана, Руско царство је увело парну пловидбу на Сир Дарји, првобитно из тврђаве Рајм, али са важном речном луком у Казалинску (Казали) од 1847. до 1882. када је служба престала.
Током совјетске ере успостављен је систем поделе ресурса у коме су Киргистан и Таџикистан током лета делили воду која потиче из река Аму Дарја и Сир Дарја са Казахстаном, Туркменистаном и Узбекистаном. Заузврат, Киргистан и Таџикистан су зими добијали казахстански, туркменски и узбекистански угаљ, гас и струју. Након пада Совјетског Савеза 1991. овај систем се распао и централноазијске нације нису успеле да га поново успоставе. Неадекватна инфраструктура, лоше управљање водом и застарели методи наводњавања додатно погоршавају проблем.
У Казахстану је 2012. године отворен Државни регионални природни парк Сирдарја-Туркестан у нади да ће заштитити екосистеме речне равнице, археолошка налазишта и историјско-културне споменике, као и биљне и животињске врсте, од којих су неке ретке или угрожене.

## Географија
Река извире у два извора у планинама Тијан Шан у Киргистану и источном Узбекистану — река Нарин и Кара Дарја, које се спајају у узбекистанском делу долине Фергане — и тече око 2.212 km (1.374 mi) западно и северно. западно преко Узбекистана и јужног Казахстана до остатака Аралског мора. Сир Дарја дренира површину од преко 800.000 km2 (310.000 sq mi), али не више од 200.000 km2 (77.000 sq mi) заправо доприноси значајном протоку реке. Две највеће реке у њеном сливу, Талас и Чу, осуши се пре него што досегну до ње. Њен годишњи проток је веома скромних 37 km3 (30.000.000 acre⋅ft) годишње — упола мање од њене сестринске реке, Аму Дарје.
На свом току, Сир Дарја наводњава најпродуктивније пољопривредне регионе у целој Централној Азији, заједно са градовима Коканд, Хучанд, Кизилорда и Туркестан.
Разне локалне самоуправе су током историје градиле и одржавале широк систем канала. Ови канали су од централног значаја у овом сушном региону. Многи су постали неупотребљиви у 17. и раном 18. веку, али је Кокандски канат многе обновио у 19. веку, првенствено дуж Горње и Средње Сир Дарје.

## Име
Други део имена (darya, دریا) значи „језеро” или „море” на персијском и „река” на централно-азијском персијском. Садашњи назив датира тек из 18. века.
Најраније забележено име било је Јаксартес или Iaxartes (Ἰαξάρτης) на старогрчком, састоји се од два морфема Iaxa и artes, који се налазе у неколико извора, укључујући и оне који се односе на Александра Великог. Грчко име подсећа на староперсијско име Yakhsha Arta („Прави бисер“), што је можда референца на боју њене воде која се храни глацијалном. Више доказа о персијској етимологији потиче од турског имена реке до времена арапског освајања, Yinçü, или „Бисерна река“, од средњокинеског 眞珠 *t͡ɕiɪn-t͡ɕɨo. Танг Кинези су такође забележили ово име као река Јаоша 藥殺水 (средњекинески: *jɨɐk-ʃˠɛt) и касније Је река 葉河 (средњекинески: *jiɛp).
Након муслиманског освајања, река се у изворима појављује уједначено као Seyhun (سيحون). Она је једна од четири реке које теку из Раја (Jannah, جَنّة на арапском).
Садашње локално име реке, Сир (Sïr), не појављује се пре 16. века. У 17. веку, Абу ел-Гази Бахадур Кан, историчар и владар Хиве, назвао је Аралско море „Сировим морем“ или Sïr Tengizi.
Важан доказ је етимологија имена реке Сир-Дарија коју помињу антички аутори – '''Yaksart''', коју је установио В. А. Лившиц (2003: 10). То значи „тече“, „струји“. Реч припада согдијском дијалекту који је настао из групе Сака језика.

## Еколошка штета
Масовно ширење канала за наводњавање у Средњој и Доњој Сир Дарји током совјетског периода да би се заливала поља памука и пиринча изазвала је еколошку штету на том подручју. Количина воде која се узимала из реке била је толика да у неким периодима године вода уопште није доспевала у Аралско море. Аму Дарја у Узбекистану и Туркменистану се суочила са сличном ситуацијом.
Концентрација уранијума у поточној води повећана је у Таџикистану са вредностима од 43 μg/L и 12 μg/L; гранична вредност СЗО за воду за пиће од 30 μg/L је делимично премашена. Главни унос уранијума се одвија узводно у Узбекистану и Киргистану.